# 布里塔妮·布朗
布里塔妮·布朗（英語：Brittany Brown，1995年4月18日—），美国女子田径运动员，2019年世界田径锦标赛女子200米银牌得主、2024年夏季奥林匹克运动会女子200米铜牌得主。